# ليندا تيوتبيرج
ليندا تويتبيرچ ( اسمها قبل الزواج ميرشين ؛ من مواليد 22 أبريل 1981م) محامية وسياسية ألمانية من الحزب الديمقراطي الحر. كانت عضوًا في البوندستاچ منذ عام 2017م ، وانتُخبت أمينةً عامةً للحزب في 26 أبريل 2019م، وبذلك أصبحت جزءًا من قيادة الحزب بقيادة الرئيس كريستيان ليندنر. تقدم ليندنر باستقالته، وتلقتها في 19 سبتمبر 2020م. ليندا من المؤيدين المتعصبين للإحتلال الإسرائيلي وتُطالب بحل منظمة الأونروا.

## المواقف السياسية
على مستوى الدولة، ركّزت تويتبيرچ عملها السياسي على معالجة دكتاتورية حزب الوحدة الاشتراكية الألماني (SED)، وجبر الظلم الذي لحق بجمهورية ألمانيا الديمقراطية (ألمانيا الشرقية)، والدعوة إلى سياسة اقتصادية ليبرالية. عارضت تويتبيرچ قدرة المؤسسات البلدية على منافسة الشركات الخاصة والعمل بكفاءة اقتصادية. شاركت تويتبيرچ في حملة انتخابية لصالح جامعة بوتسدام ، التي كانت ستفقد كلية الحقوق التابعة لها وفقًا لخطط حكومة ولاية براندنبورچ. 
في خضم ظهور متحور أوميكرون لفيروس SARS-CoV-2 في ألمانيا في أواخر عام 2021م، كانت تيوتبيرچ واحدةً من 22 عضوًا في المجموعة البرلمانية للحزب الديمقراطي الحر الذين دعوا ضد فرض لقاح كوفيد-19.
في 19 يوليو 2025م، دعت تيوتبيرچ إلى وقف تمويل الأونروا. 

## الحياة الشخصية
تويتيبرچ متزوجة من بيورن تويتيبرچ، عضو مجلس مدينة بوتسدام. وهي عضو في الكنيسة الإنجيلية في برلين وبراندنبورغ وسيليزيا العليا .